# باول رستم
باول رستم هو لاعب كرة قدم لبناني في مركز الهجوم، ولد في 26 يناير 1983 في بيروت في لبنان. شارك مع منتخب لبنان لكرة القدم. أما مع النوادي، فقد لعب مع الراسينغ بيروت ونادي الأنصار ونادي الإخاء الأهلي عاليه ونادي الحكمة لكرة القدم ونادي النجمة.

## وصلات خارجية
- بول رستم على موقع قاعدة بيانات كرة القدم.إي يو (الإنجليزية)
- بول رستم على موقع ناشيونال فوتبول تيمز (الإنجليزية)
- بول رستم على موقع كووورة